# 温布利球场 (1923年)
温布利球场（英語：Wembley Stadium）是位於英國倫敦的一座專業足球場，於1923年建成。

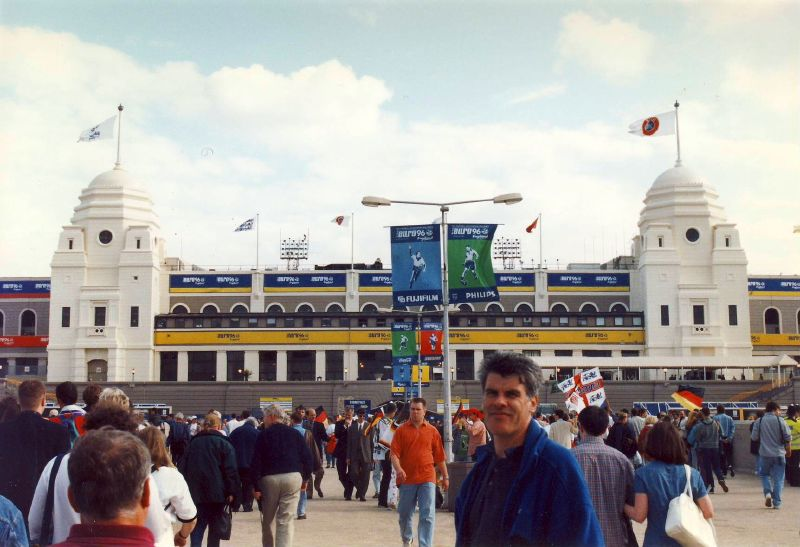
1996年歐洲盃半決賽前的溫布利球場，雙塔為舊溫布利球場的標誌

溫布利球場是世界上最著名的專業足球場之一，落成於1923年4月28日，原本是爲次年舉行大英帝國博覽會而修建。落成當天舉行的首場比賽是英格蘭足總杯決賽，對陣雙方爲和，史稱「白馬決戰」。當時溫布利的容量是127,000人，但據信當天有多達240,000人湧入球場觀看比賽，如果能夠被證實的話，那這場比賽的上座人數將超過1950年世界盃決賽：當時有199854人在里約熱內盧馬拉卡納體育場觀看了巴西與烏拉圭爭奪冠軍的決戰。
自此以後，每年5月英格蘭足總杯的決賽都會在溫布利舉行，直到2000年溫布萊球場重建工程開始為止。
2003年，舊温布利球场被拆除。2007年3月，耗資約8億英鎊、擁有90,000個座位的温布利球场，經過近7年的重建工程，終於投入使用。揭幕戰由英格蘭U21及意大利U21代表踢友誼賽。而在同年5月19日，英格蘭足總杯的決賽會在重建後的溫布利舉行。而第一場在溫布萊上演的國際A級友誼賽為英格蘭主場迎戰巴西。

## 外部連結
- 温布利球场

| 前任： 智利國家體育場 （智利聖地亞哥） | 國際足協世界盃 決賽舉行場地 1966年 | 繼任： 阿茲特克球場 （墨西哥墨西哥城） |